# Vladimir Horowitz
Vladimir Horowitz (rusky Владимир Самойлович Горовиц, Vladimir Samojlovič Gorovic; 1. října 1903 – 5. listopadu 1989) byl ukrajinsko-americký pianista. Ve své době byl považován za jednoho z nejproslulejších klavírních virtuózů.

## Život a klavírní začátky
Horowitz sám tvrdil, že jeho rodištěm je Kyjev, ale některé zdroje uvádějí, že se narodil v městě Berdyčiv. Jeho sestřenice Natasha Saitzoffová, podle rozhovoru z roku 1991, řekla, že všechna čtyři dítka Horowitzových se narodila v Kyjevě. Naproti tomu, Vladimirova manželka Wanda Toscaniniová, také na základě dokladů z tamního rabínství, věřila druhé teorii.
Narodil se sice roku 1903, ale jeho otec, když se dověděl, že by syn měl nastoupit do armádních služeb, posunul datum jeho narození o rok dopředu (udělal jej mladším), protože nechtěl riskovat zranění rukou svého syna. Rok narození 1904 ještě dlouhou dobu uváděl i sám Vladimir.
Měl tři sourozence, z nichž nejstarší bratr zahynul ve válce roku 1916. Sestra s druhým bratrem se v dospělosti také živili hudbou.
Vladimir se základům klavírní hry naučil již v mládí od své matky. Už v dětství projevoval velké hudební nadání, ale v ostatních předmětech ve škole zaostával. V roce 1912 se dostal na Kyjevskou konzervatoř, kde ho vyučoval Vladimir Puchalskij, Sergej Tarnovskij a Felix Blumenfeld. Konzervatoř absolvoval roku 1919 klavírním koncertem č. 3 Sergeje Rachmaninova. O rok později uspořádal svůj první sólový recitál. Toužil se stát nejen klavíristou, ale také skladatelem. V šestnácti letech složil první skladbu Danse Excentrique s mnoha obtížnými technickými pasážemi.  V budoucnu se však věnoval téměř výhradně interpretačnímu umění, které mu přinášelo úspěch a finanční zabezpečení.
Jeho sláva rostla a brzy podnikl turné po Rusku, kde mu během finanční krize často platili raději chlebem, máslem a čokoládou nežli penězi. V letech 1922–1923 v Leningradu sám provedl 23 koncertů s 11 různými programy. Na jaře 2. ledna 1926 poprvé vyjel do zahraničí, přesněji do Berlína, oficiálně za účelem dalšího studia. Začal koncertovat v dalších německých městech, Paříži a Londýně. Byl také vybrán sovětskými úřady, aby zastupoval v roce 1927 Sovětský svaz v začínající Chopinově soutěži ve Varšavě, nicméně rozhodl se jí neúčastnit a zůstat na Západě.

### Kariéra v USA
Jeho premiéra v Americe byla zahájena 12. ledna 1928 v Carnegie Hall. Provedl Čajkovského Klavírní koncert č. 1 b-moll pod vedením Sira Thomase Beechama, který zde rovněž debutoval. Horowitz později říkal, že Beecham měl odlišné pohledy na tempo a že dirigoval zpaměti, aniž by dílo znal. Horowitzův úspěch u obecenstva byl fenomenální a další sólový recitál rychle následoval. Olin Downes, redaktor New York Times, kritizoval rozbroje mezi sólistou a dirigentem, ale vyzdvihl Vladimirovu až děsivou techniku a přenádherný tón ve druhé větě koncertu.
V roce 1932 poprvé účinkoval pod taktovkou dirigenta Artura Toscaniniho s Beethovenovým 5. klavírním koncertem Es dur a i poté spolupracovali ještě několikrát, na koncertech i při nahrávání. Od roku 1939 žil trvale v USA a v roce 1944 se stal americkým občanem.
Navzdory své rostoucí slávě stále více pochyboval o svých klavírních schopnostech. Nervové vypětí při koncertech i náročné vysilující zkoušení se projevilo na jeho psychickém stavu. V průběhu kariéry několikrát zrušil svá vystoupení a tehdy nastala léta odmlčení – od 1936 do 1938, od 1953 do 1965, od 1969 do 1974 a od 1983 do 1985. Po návratu v roce 1965 pořádal sólové recitály jen zřídka. Posluchače jeho bravurní technika a interpretační umění při vystoupeních uvádělo do extáze. Na jeho první koncerty v Londýně po dlouhé pauze stáli lidé ve frontě dvě noci. 
Jeho televizní debut mu 22. září 1968 uspořádala televize CBS v Carnegie Hall.

### Nahrávání
Účinkoval v mnoha nahrávkách. Začal v roce 1928 po příjezdu do Spojených států. Jeho první nahrávka vznikla pro společnost RCA Victor. Z důvodu ekonomických dopadů Velké hospodářské krize v Americe vydavatelství RCA souhlasilo s vydáváním svých nahrávek evropských mistrů přes svou pobočku HMV v Londýně. Horowitzovou první nahrávkou byl Rachmaninův 3. klavírní koncert s Albertem Coatesem a Londýnským symfonickým orchestrem. Jednalo se o první nahrávku tohoto díla vůbec. Do roku 1936 pokračoval v nahrávání pro HMV převážně sólových kusů, včetně proslulé Lisztovy Sonáty h moll z roku 1932. Od roku 1940 se znovu soustředil na působení v USA.
Nahrál Brahmsův Klavírní koncert č. 2 a o rok později Rachmaninův č. 1, oba s NBC symfonickým orchestrem pod vedením Artura Toscaniniho. Od 1953, po svém odchodu do důchodu, vytvořil řadu nahrávek Scriabina a Clementiho, jeho první stereo nahrávku z roku 1959 věnoval Beethovenovým sonátám.
Po roce 1962 tvořil vysoce ceněné nahrávky pro Columbia Records – v první řadě koncert v Carnegie Hall (1965) a koncert pro televizi CBS (1968). V roku 1969 se vrátil k nahrávání ve studiu Kreislerianou skladeb Roberta Schumanna.
V roce 1975 pokračoval v nahrávání pro RCA Victor a do 1989 nahrál sérii živých vystoupení, včetně Mozartova Klavírního koncertu č. 23. V této době byly natočeny také čtyři filmové dokumenty o Vladimiru Horowitzovi. Jeho poslední studiová nahrávka byla dokončena čtyři dny před jeho smrtí.
Horowitz nikdy nenahrál Rachmaninův 2. klavírní koncert.

### Studenti
V roce 1944 začal spolupracovat s vybranými klavíristy. Jedním z nich byl Byron Janis, do roku 1948 Horowitzův žák. Janis vysvětloval jejich vztah jako vztah otce a syna. Často cestoval s Horowitzem a jeho ženou po koncertních turné. Dalšími byli Gary Graffman (1953–1955), Coleman Blumfield (1956–1958), Ronald Turini (1957–1963), Alexander Fiorillo (1950–1962) a Ivan Davis (1961–1962). Později také Murray Perahia a Eduardus Halim. Horowitz však trval na tom, že jeho studenti by měli hrát podle něj, být jakýmsi jeho odrazem, což vzbuzovalo značnou nepopularitu.

### Osobní život
V roce 1933 se oženil s Toscaniniho dcerou Wandou. Horowitz byl žid a Wanda katolička, ale v tom ani jeden nespatřoval žádný problém. Wanda však neuměla rusky a Vladimir italsky. Jejich společným jazykem se proto stala francouzština. Měli spolu jednu dceru – Soniu (1934–1975).
Navzdory jejich manželství zde existují náznaky, že Horowitz byl homosexuál. On sám to komentoval takto: Jsou tři druhy pianistů: židovští, homosexuální a špatní.[zdroj?] V 50. letech se podrobil psychologické léčbě ve snaze pozměnit sexuální orientaci. V 60. a pak i v 70. letech také prošel elektrošokovou terapií.

### Poslední léta

Prezident Reagan s manželkou Nancy předávají Medaili svobody Vladimiru Horowitzovi (1986)

V roce 1982 začal užívat předepsaná antidepresiva a v jeho výkon nastal značný útlum. Na několika vystoupeních v Americe a Japonsku o rok později ztrácel psychickou jistotu a nastaly u něj první výpadky paměti. Avšak v roce 1985 dál už žádné léky nebral a vrátil se zpět v plné formě ke své koncertní a studiové činnosti. V následujícím roce podnikl cestu do Sovětského svazu, kam se vrátil po téměř šedesáti letech. Koncertoval v Moskvě a Leningradu. V nové atmosféře porozumění a spolupráce mezi SSSR a USA byly tyto koncerty považovány jak za událost hudební, tak i politickou. Moskevský koncert byl celosvětově vysílán v televizi a byl také vydán na kompaktním disku (Horowitz v Moskvě), držel se pak přes rok na nejvyšších příčkách v prodejnosti. Ve stejném roce byl prezidentem Ronaldem Reaganem oceněn Medailí svobody, nejvyšším oceněním americké vlády.
Poslední cestu uskutečnil po Evropě na jaře 1987. Videonahrávka jeho posledního veřejného recitálu (Horowitz ve Vídni) byla vydána roku 1991 a jeho vůbec poslední recitál v Hamburku se uskutečnil 21. června 1987. V nahrávání skladeb pokračoval až do konce života.
Vladimir Horowitz zemřel 5. listopadu 1989 v New Yorku na infarkt myokardu. Byl pohřben do rodinné hrobky Toscaniniho v italském Miláně.

## Repertoár a technika
Je znám pro svou vynikající interpretaci romantického klavírního repertoáru. První nahrávky Lisztových sonát z roku 1932 jsou považovány za jedny z nejlepších i po více než 75 letech. Další díla, která mohou být spojovaná s Horowitzem byla Skrjabinova Etuda dis moll, Op. 8, č. 12, Chopinova Balada g moll nebo mnoho Rachmaninových děl – Koncert č. 3 a menší díla – či Lisztovy Uherské rapsódie. Konkrétně druhá nahrávka z roku 1953 dostala od Horowitze známou a dodnes využívanou kadenci. I do jeho dalších transkripcí dodával nenápadně svůj obsah (Variace na téma z Carmen – Georges Bizet). Neméně ho proslavila též klidná a intimní díla, například Dětské scény (Schumann), Scarlattiho sonáty a několik sonát Mozartových.

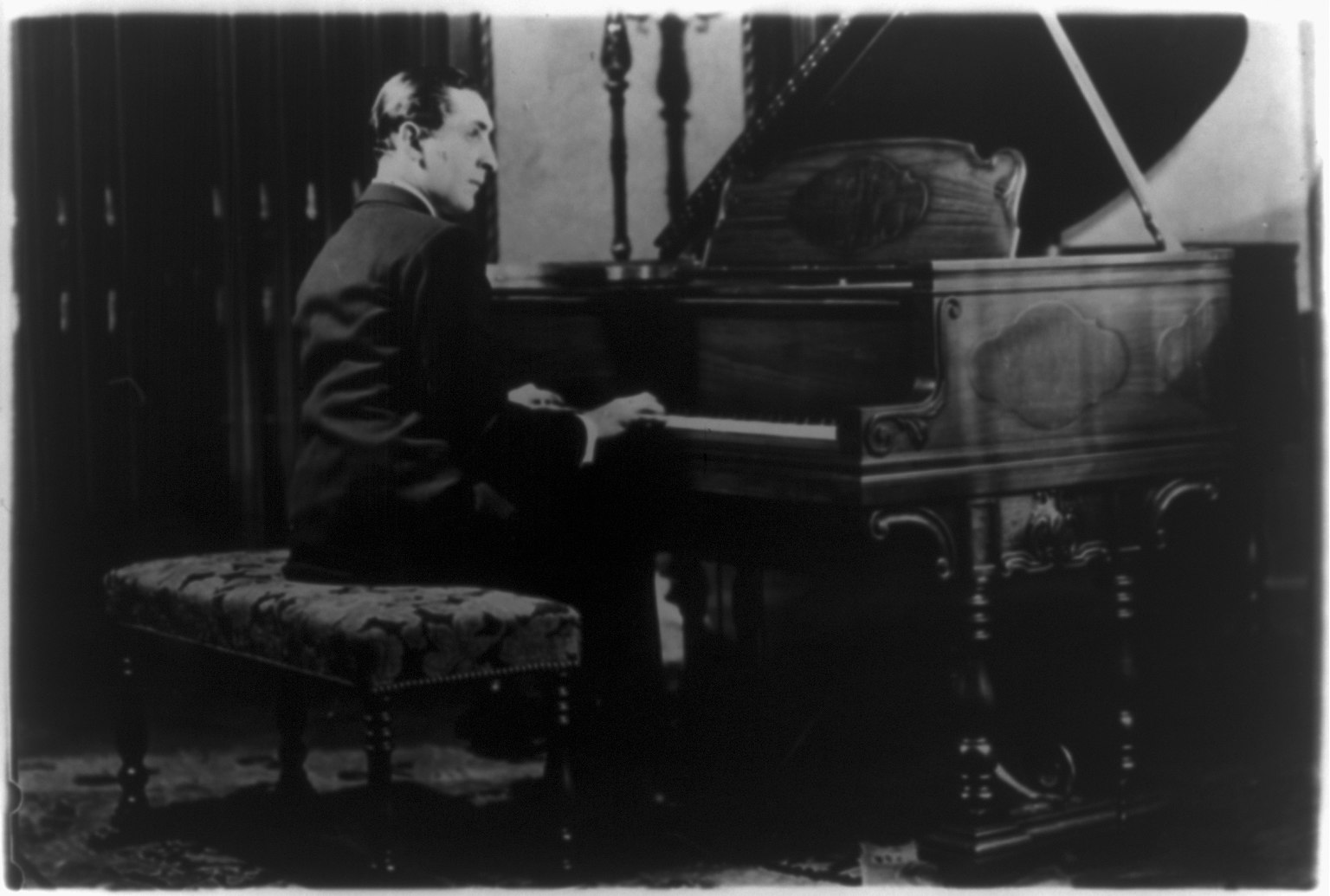
Vladimir Horowitz u klavíru

Horowitzovy interpretace byly kladně přijímány obecenstvem, ale ne vždy všemi kritiky. Virgil Thomson proslul svou svéráznou Horowitzovou kritikou jako „mistra zkomolení a přehánění“ napsanou pro New York Herald Tribune. Horowitzův styl byl spojen s dynamickými kontrasty, ohromným fortissimem a náhlým jemným pianissimem. Byl schopen dosáhnout mimořádné síly zvuku, avšak bez jakékoli hrubosti. Uměl používat širokou strukturu barvy tónů a jeho napínavý, přesný a vzrušující zápal byl znát i v technicky nenáročných dílech, například v Mazurkách Fryderyka Chopina. Slávu zaznamenala též jeho neobyčejně rychlá oktávová technika. Jeho pozice ruky byla velice neobvyklá, často hrával s dlaní pod úrovní klaviatury, nezřídka zcela nataženými prsty a jeho malíček pravé ruky kroutil vzhůru, pokud zrovna nic nehrál. New York Times o tom napsal, že jeho malíček náhle zaútočí jako kobra. Sergej Rachmaninov řekl o Horowitzovi, že hraje přesně naopak, než se běžně učí. Jiný přístup měl Vladimir k novináři, který se ho zeptal, jak je možné, že dokáže hrát oktávy tak rychle a tak silně. Horowitz odvětil: „Protože to umím“. Hudební kritik a novinář Harvey Sachs potvrdil, že Horowitz má neobyčejně vyvinutý nervový systém a smysl pro barvu tónu.
Při pohledu na hru Vladimira Horowitze si lze všimnout, že zřídkakdy se jeho ruce dostanou výše než několik centimetrů nad klávesy a že jeho tělo i tvář jsou nehybné a plně soustředěné na hru.
Horowitz trval na tom, že své koncerty bude hrát výhradně na svém vlastním nástroji značky Steinway, který se z jeho bytu na Manhattanu stěhoval po celém světě. Před vystoupením měl svůj rituál na rozcvičení, kdy hrál několik vstupních akordů z Musorgského Obrázků z výstavy, následoval závěr Chopinovy Balady g moll, melodie z Mozarta a na závěr část Internacionály. 